# 秀哉賞
秀哉賞（しゅうさいしょう）は、日本棋院の囲碁棋士に贈られる賞。1963年創設。

## 概要
本因坊秀哉の業績を永く記念するため、1963年に創設。顕著な成績を残した棋士、または優秀な成績を残し将来が嘱望される棋士に贈られる。
選考は日本棋院理事長らによる秀哉賞選考委員で行われ、毎年2-3月頃に受賞者が発表される。

## 受賞者一覧
※受賞決定は翌年。括弧は通算の受賞回数。
1. 1963年 坂田栄男 (初)
2. 1964年 坂田栄男 (2)
3. 1965年 林海峯 (初)
4. 1966年 林海峯 (2)
5. 1967年 加藤正夫 (初)
6. 1968年 高川秀格 (初)
7. 1969年 林海峯 (3)
8. 1970年 石田芳夫 (初)
9. 1971年 石田芳夫 (2)
10. 1972年 坂田栄男 (3)
11. 1973年 林海峯 (4)
12. 1974年 石田芳夫 (3)
13. 1975年 大竹英雄 (初)
14. 1976年 武宮正樹 (初)
15. 1977年 加藤正夫 (2)
16. 1978年 藤沢秀行 (初)
17. 1979年 加藤正夫 (3)
18. 1980年 趙治勲 (初)
19. 1981年 趙治勲 (2)
20. 1982年 趙治勲 (3)
21. 1983年 林海峯 (5)
22. 1984年 趙治勲 (4)
23. 1985年 小林光一 (初)
24. 1986年 加藤正夫 (4)
25. 1987年 加藤正夫 (5)
26. 1988年 小林光一 (2)
27. 1989年 小林光一 (3)
28. 1990年 小林光一 (4)
29. 1991年 小林光一 (5)
30. 1992年 小林光一 (6)
31. 1993年 小林光一 (7)
32. 1994年 趙治勲 (5)
33. 1995年 小林覚 (初)
34. 1996年 趙治勲 (6)
35. 1997年 趙治勲 (7)
36. 1998年 趙治勲 (8)
37. 1999年 趙治勲 (9)
38. 2000年 山下敬吾 (初)
39. 2001年 羽根直樹 (初)
40. 2002年 張栩 (初)
41. 2003年 依田紀基 (初)
42. 2004年 張栩 (2)
43. 2005年 高尾紳路 (初)
44. 2006年 高尾紳路 (2)
45. 2007年 山下敬吾 (2)
46. 2008年 張栩 (3)
47. 2009年 井山裕太 (初)
48. 2010年 張栩 (4)
49. 2011年 山下敬吾 (3)
50. 2012年 井山裕太 (2)
51. 2013年 井山裕太 (3)
52. 2014年 井山裕太 (4)
53. 2015年 井山裕太 (5)
54. 2016年 井山裕太 (6)
55. 2017年 井山裕太 (7)
56. 2018年 井山裕太 (8)
57. 2019年 芝野虎丸 (初)
58. 2020年 一力遼 (初)
59. 2021年 井山裕太 (9)
60. 2022年 上野愛咲美 (初)
61. 2023年 一力遼 (2)
62. 2024年 一力遼 (3)